# 2000 CO96
2000 CO96 är en asteroid i huvudbältet som upptäcktes den 5 februari 2000 av LINEAR i Socorro County, New Mexico.